# Belle Fourche (Dél-Dakota)
Belle Fourche település az Amerikai Egyesült Államok Dél-Dakota államában, Butte megyében, melynek megyeszékhelye is. Lakosainak száma 5617 fő (2020. április 1.).

## Népesség
A település népességének változása:

| 2010 | 5 594 |
| 2020 | 5 617 |